# Сан-Джузеппе-деи-Театини
Сан-Джузеппе-деи-Театини (итал. Chiesa di San Giuseppe dei Teatini) — католическая церковь в сицилийском городе Палермо. Она находится в центре города, в квартале Альбергерия рядом с площадью Кватро Канти, и считается одним из наиболее выдающихся примеров сицилийского барокко в Палермо. Церковь была названа в честь Святого Иосифа (итал. San Giuseppe) и католического ордена театинцев.
Церковь была построена в начале XVII века по проекту Джакомо Безио из Генуи, члена католического ордена театинцев. В центре фасада здания располагается ниша со статуей Каетана Тиенского, основателя ордена театинцев. Ещё одной характерной чертой является большой купол с синим и жёлтым покрытием из майолики. Тамбур украшенный двумя двойными колоннами разработал Джузеппе Мариани. Колокольню разработал Паоло Амато.
Левая часть фасада здания церкви выполнена как юго-западная часть архитектурного ансамбля площади Кватро Канти.
Внутренняя часть церкви имеет вид латинского креста с нефом и двумя проходами, разделённая мраморными колоннами переменной высоты. Внутренняя отделка являет собой потрясающий образец искусства барокко мастеров Паоло Корсо и Джузеппе Серпотта. Большие фрески можно увидеть в нефе и в своде трансепта, их авторы Филиппе Танкреди, Гульельмо Борреманз и Джузеппе Веласкес. Фрески были сильно повреждены во время Второй мировой войны, но были точно восстановлены. Наиболее важным произведением искусства церкви является деревянное распятие, созданное мастером Фра Умиле из Петралии.
Крипта церкви содержит остатки древней античной церкви.

## Церковная община
При церкви действует католическая община, административно входящая в приход Кафедрального собора Палермо , который в свою очередь входит в Архидиоцез Палермо. Церковь обслуживают 4 священника.
При церкви действуют несколько служений: Ассоциация католического действия «S.Giuseppe Maria Tomasi», группа «Cantorum»(хор) и Семейная группа.
Ассоциация Католического действия «S.Giuseppe Maria Tomasi» работает при церкви с 1960 года. В неё входят 40 членов, которые занимаются вопросами духовного образования, молитвенными вопросами и благотворительностью. Ассоциация оказывает помощь 31 бедной семье (около 100 человек).
Община сотрудничает с Продовольственным банком Палермо.